# Slop
Slop je pokončen podporni element v arhitekturi in je, drugače od okroglega stebra, pravokotnega prereza. Včasih je, kot steber, členjen na bazo, trup in kapitel. Pogosto je zidan kot stena, lahko pa je sestavljen iz tamburov (čokatih valjev), ki so značilni za antične stebre. Po statični funkciji v zgradbi je enak stebru, le da je masivnejši.
V poznogotskih dvoranskih cerkvah ga nadomeščajo stebri. Križni slop je sestavljen iz kvadratnega jedra s po enim pravokotnim dodatkom na vsaki strani. Snopasti slopi oz. stebri imajo okrog razpostavljene različno močno zaobljene ali žlebljene polovične ali tričetrtinske stebre, ki se v oboku ali loku nadaljujejo kot rebra ali oproge. Glede na njihov prerez jih imenujemo pomožni ali glavni služniki.

## Zgodovina
Slop je bil stavbni element že v Starem Egiptu, uporabljali so ga pri gradnji templjev. V začetku še ni bil členjen, temveč oblikovan kot del stene. Znan je primer Dolinskega svetišča pri Kefrenovi piramidi, kjer vrsta slopov nosi grede in plošče. Kvadratna oblika nima nobenih detajlov.
V grški arhitekturi ga je v veliki meri nadomestil steber, v rimski pa je zelo pogost. Pojavil se je v monumentalnih stavbah kot denimo v Marcelovem gledališču v Rimu. Slop je bil čokata podpora, zgrajen iz kamnitih blokov, na stiku z lokom pa zaključen s profiliranim zidcem.
Slop vedno daje vtis mogočnosti. Bil je značilen tudi za romanske cerkve in katedrale. Skupaj z romanskim lokom ustvarja arkade, ki bogoslužni prostor ločujejo na glavno in stranske ladje.
Gotika je domiselno povezala masivnost slopa in eleganco stebra. V katedralah, zaradi teže kamna in višine, so zelo masivni, po površini pa bogato členjeni s polstebri, ki običajno tečejo vse do začetka loka. To daje vtis kipenja in krepi eleganco. Zelo značilen primer je steber v katedrali Notre-Dame v Laonu v Franciji (ladja iz leta 1200).
V kasnejših obdobjih so ga pogosto posnemali. Med drugim je slope uporabil Jože Plečnik, ko je preurejal Matijevo dvorano na Hradčanih, Praga.